# Tala Al-Deen
Tala Al-Deen, zapisywana również jako Tala Al Deen (ur. 8 sierpnia 1989 w Heidelbergu) – niemiecka aktorka filmowa i telewizyjna.

## Życiorys
Tala Al-Deen urodziła się 8 sierpnia 1989 roku w Heidelbergu. Po ukończeniu matury studiowała w Lipsku arabistykę i literaturę amerykańską. Na studiach również rozpoczęła występować na scenie teatralnej. Od 2013 do 2017 rok studiowała aktorstwa na uczelni w Graz.

## Kariera

### Teatr
W 2016 roku była członkinią obsady do sztuki pt. Club Fiction. Sztuka dostała nagrodę Max-Reinhardt-Preis za najlepszy zespół. Rok później Al-Deen dołączyła queerowego, feministycznego kolektywu teatralnego Deine Mudda.
W latach 2018/2019 występowała w przedstawieniu Roemo und Julia, wcielając się w tytułową Julię w Narodowym Teatrze Mannheim. W roku 2023/2024 przeniosła się do Schauspielhaus we Wiedniu.

### Muzyka
W 2016 roku, w trakcie studiów aktorskich, była piosenkarką w grackim zespole "Frau Sammer".

### Film
Tala Al-Deen wystąpiła po raz pierwszy w filmie w 2019 roku, w produkcji This Is Where I Meet You. Krótko potem wystąpiła w filmie Nobadi, za którego reżyserię odpowiedzialny był Karl Markovics. W 2021 roku wystąpiła w odcinku serialu Tatort: Wer zögert, ist tot, wcielając się w asystentkę i pomoc domową bogatego prawnika.
W 2025 roku Tala Al-Deen po raz pierwszy wystąpiła w filmie kinowym, w którym wcieliła się w główną rolę. Był to dramat pt. Das Licht, którego reżyserem był Tom Tykwer. Tala wcieliła się w rolę syryjskiej imigrantki imieniem Farrah.

## Życie prywatne
Ojciec Tala Al-Deen pochodzi z Iraku i przyjechał do Niemiec, aby studiować w Karlsruhe. Matka aktorki pochodziła z Osnabrück. Tala ma starszego brata, Laitha Al-Deena, który jest piosenkarzem i producentem muzycznym.

## Filmografia

### Filmy
| Rok  | Tytuł                    | Tytuł oryginalny         | Rola   | Źr.   |
| ---- | ------------------------ | ------------------------ | ------ | ----- |
| 2019 | This Is Where I Meet You | This Is Where I Meet You | Tami   | [ 2 ] |
| 2019 | Nobadi                   | Nobadi                   | Samira | [ 5 ] |
| 2025 | Das Licht                | Das Licht                | Farrah | [ 5 ] |

### Seriale
| Rok  | Tytuł                       | Tytuł oryginalny            | Rola               | Źr.   |
| ---- | --------------------------- | --------------------------- | ------------------ | ----- |
| 2020 | Tatort: Wer zögert, ist tot | Tatort: Wer zögert, ist tot | Leila el Mannsouri | [ 5 ] |
| 2022 | A Thin Line                 | A Thin Line                 | Samar              | [ 5 ] |